# Северен Иото
Северен Иото (на японски: 北硫黄島, Кита ио:то:, „Северен серен остров“), наричан преди Северен Иво Джима, е най-северният остров с вулканичен произход от групата вулканични острови на архипелага Бонин, разположен в Тихия океан. На 18 юни 2007 г. е преименуван на „Северен Иото“

## Информация
Островът е разположен на 80 km от Иво Джима, на 1170 km южно от Токио, на 270 km юго-югозападно от остров Чичиджима.
Островът представлява силно ерозирал връх на активен стратовулкан, който се издига на 792 m (804 m според други източници) над морското равнище. С обем от 3338 km³, това е най-големият по обем вулкан в Япония.
Територията на острова е покрита предимно с планински вериги и отделни системи от планински вериги. Най-високата точка на планинския релеф на острова е 792 m и се нарича „Сакагигамине“ (榊 ヶ 峰). Вторият по големина планински връх е с височина 665 m и се нарича „Шимицу“ (清水 峰).
Площта му е 5,57 km², дължината на бреговата линия е 8 km.
Според административното деление на Япония, островът, както и цялата група острови Бонин, принадлежи на от община Огасавара в префектура Токио.
По време на Втората световна война имигранти от различни страни правят неуспешни опити да образуват колонии на острова. В момента островът е необитаем.
Поради наличието на високи вълни бреговата линия около острова е привлекателна за сърфиране, но това обстоятелство усложнява и акостирането на кораби. Островът е дом на сокола скитник и по тази причина е обявен от японските власти за защитена природна зона.
Островът е известен също и с това, че на 22 юли 2009 г. от него се е наблюдавала най-продължителната на Земята фаза на пълно слънчево затъмнение (вж Слънчево затъмнение на 22 юли 2009) – 6 минути и 34 секунди.